# 北原遥子
北原 遥子（きたはら ようこ、本名：吉田 由美子〈よしだ ゆみこ〉、1961年（昭和36年）4月23日 - 1985年（昭和60年）8月12日）は、日本の女優で、元宝塚歌劇団雪組の娘役。
日本航空123便墜落事故の犠牲者の一人としても知られる。

## 人物
愛知県名古屋市千種区生まれ、神奈川県川崎市高津区育ち。愛称はユミコ、ユミちゃん。当初の芸名の漢字は『北原 遙子（読み方は同じ）』であった。身長161cm。神奈川県立横浜平沼高等学校を二年修了で中退した。
幼少時よりバレエと器械体操を習い、特に体操競技では多くの大会で優勝し国際大会にも出場するなど活躍。高校時代は次世代のオリンピック代表といわれたほど将来を嘱望されていたが、度重なる怪我や体格の変化で競技生活から遠ざかっていた時に、花組の『ベルサイユのばら』を観劇し、宝塚歌劇団を志す。安奈淳のファンであった。

### 宝塚歌劇団
1979年、宝塚音楽学校に合格。1981年、67期生として花組公演『宝塚春の踊り／ファースト・ラブ』で初舞台を踏む。入団時の成績は8番。同期には黒木瞳（元月組トップ娘役）、涼風真世（元月組トップスター）、真矢みき（元花組トップスター、現・真矢ミキ）、毬藻えり（元星組トップ娘役）、幸風イレネ、梨花ますみらがいる。その後、雪組に配属。当初は男役であった。
同年9月、宝塚バウホール公演『暁のロンバルディア』で、準ヒロイン格にあたる王女ソフィア役に大抜擢。これを機に娘役に転向。
1982年、当時の二番手男役スター寿ひずるのショー『素顔のまゝで…』（宝塚バウホール公演）にて、寿の相手役を務める（第一部）。5月、『ジャワの踊り子』の第2回新人公演にて初ヒロイン。この作品より、退団まで4作連続新人公演ヒロインを務める。同年、同期の黒木と共に朝日放送の情報番組「おはよう朝日です・土曜日です」のアシスタントを週替りで担当。また、池田銀行（現・池田泉州銀行）のイメージガールに就任した。
1983年、『うたかたの恋』では二番手娘役格のミリー役に抜擢。10月、『恋のトリコロール』にて、宝塚バウホール公演初ヒロイン。花王ソフィーナの初代イメージモデルを務めた（1984年まで）。
『宝塚随一の美女』と謳われ、順調に娘役として脚光を浴び、トップ娘役は約束されていると言われていた矢先、テレビドラマのカメラテストを受けるよう依頼され、出かけた先で、プロデューサーより本番の撮影の被写体として無理やり出演を頼まれ、何度も断ったものの「台詞はない、顔も映さない」と言われ渋々応じた。しかし、その約束は守られず結果的に出演という形になった。

### 退団
出演した木曜ゴールデンドラマ『密会』（読売テレビ制作）は1984年（昭和59年）3月8日日本テレビ系列局で放送された。しかしこの出演は、宝塚歌劇団および運営している阪急電鉄を通して事前の出演依頼がなかったことで、歌劇団の規定に違反する事態であり、歌劇団・阪急電鉄側とTV側の意見の食い違いの責任を北原が取らされる形で退団が決定した（事実上阪急電鉄を懲戒解雇された形となった）。
同年4月30日、歌劇団・阪急電鉄側は「本人の意志」を主張し、表向きは「病気」と言う名目で『風と共に去りぬ』大劇場公演中に退団した。最後の舞台を踏むことも、袴姿でのファンへの退団挨拶もできず、本人は大変悔やんでいたという。2月に出演したイベント『TMP音楽祭』が最後の宝塚の舞台となった。
退団後は、当時石立鉄男、市毛良枝、夏目雅子らが所属していた其田事務所に所属し、亀田製菓のCMや宝石メーカーDeBeersのCM（1985年度のCM好感度NO.1・1986年度の世界最高の広告賞クリオ賞に輝く）、女性アイドルグループ・セイントフォーの主演映画『ザ・オーディション』、ミュージカル『カサノバ'85』（ヒロイン役）などに出演、夏目の妹分として多方面で活躍した。

### 航空機事故死
また、TBS系東芝日曜劇場1500回（1504回）記念テレビドラマ『星の旅人たち』の主演も作者（市川森一）の推薦で決定し、将来を嘱望されていたが、1985年8月12日、横浜市の実家にお盆で帰省した後、大阪府の友人に会うために日本航空123便に搭乗。日本航空123便墜落事故に巻き込まれ、脳挫傷と内臓破裂により死去した。24歳没。同じ便には坂本九も乗り合わせていた。

### 墜落事故後
御巣鷹の尾根で発見された北原の遺体は、8月17日の午後、両親により身元が確認された。遺体は事故現場の中でも奥に分け入った場所まで投げ出されたため、墜落後の機体火災に巻き込まれず、目立った損傷やバラバラになった部位等もない綺麗な状態だった。
北原の突然の死は、数多の宝塚関係者やファン、親友と互いに認め合う存在だった同期の黒木瞳を始め同期生、高校時代の同級生、北原が尊敬し慕っていた雪組時代のトップ娘役遥くららなどに衝撃と悲嘆をもたらした。8月18日の午後に荼毘に付され、そのあとに通夜、翌19日に告別式が行われた。戒名は『恵正院清蓮美遥大姉』である。供花の中には当時急性骨髄性白血病で闘病中だった夏目雅子から贈られたものもあったが、その夏目も奇しくも事故から1ヶ月近くが過ぎた9月11日、北原の後を追うかのようにこの世を去っている。
後年、墓所がある東京都港区の玉鳳寺に、北原を象った『聖観世音菩薩（美遥観音）』が建立された。他、北原遥子の墓所は3つあり、群馬県多野郡上野村の御巣鷹の尾根・慰霊の園、大阪府池田市にある大広寺の「宝友之塔」に、北原遥子（吉田由美子）の名前が刻まれている。
2025年8月11日に御巣鷹山の尾根がある群馬県上野村で行われた灯篭流しに、同期であった黒木瞳が初参加、12日の慰霊登山にも同期の小乙女幸、文月玲の3人が初参加した。長年、黒木は事故のことが認められず、墓参りは行けても尾根に向かうことは出来なかったが、40年の節目に足を運ぶことが出来た。墓標にはスミレのブーケを供え、北原の母親と通話をしながら、同期3人で宝塚音楽学校の校歌を歌唱した。 事故が起きる当日の昼に黒木とは電話をしており、「今日はこれから大阪に行く。東京に戻るのは明日かな」と翌日会う約束をしていたが、その日の夜に事故に巻き込まれ、会うことは願わなかった。

## 家族
元岩手放送（現IBC岩手放送）アナウンサーで、TBS系『モーニングEye』のリポーターとしても活躍した吉田雅彦は、実兄。

## 宝塚歌劇団時代の主な舞台
- 1981年
  - 4月 - 『宝塚春の踊り〈花の子供風土記〉』／『ファースト・ラブ』　＊初舞台
  - 8月 - 『彷徨のレクイエム』（東京公演）
  - 9月 - 『暁のロンバルディア』（バウホール公演）ソフィア 役
  - 11月 - 『かもめ翔ぶ海』新人公演：千賀 役（本役：鳩笛真希）／『サン・オリエント・サン』スーフィー 役
- 1982年
  - 1月 - 『素顔のまゝで…』（バウホール公演）リリー 役
  - 5月 - 『ジャワの踊り子』新人公演：アルヴィア 役（本役：遥くらら）　＊新人公演初ヒロイン
  - 11月 - 『パリ変奏曲』新人公演：リリー 役（本役：遥くらら）／『ゴールデン・ドリーム』
- 1983年
  - 5月 - 『うたかたの恋』ミリー・ステュベル 役/新人公演：マリー・ヴェッツェラ 役（本役：遥くらら）／『グラン・エレガンス』
  - 8月 - 『ブルー・ジャスミン』トゥルキーヤ 役/新人公演：ローナ・モレル 役（本役：遥くらら）／『ハッピーエンド物語』
  - 10月 - 『恋のトリコロール』 ブリジット 役 　＊宝塚バウホール公演初ヒロイン
- 1984年
  - 2月 - 『うたかたの恋』ミリー・ステュベル 役／『ハッピーエンド物語』（中日劇場公演）

## 出演した情報番組
- おはよう朝日です・土曜日です （1982年1月 - 1983年7月 ABC）
- OH!タカラヅカ （1981年8月 - 12月 関西テレビ）

## 宝塚歌劇団退団後の主な活動

### 舞台
- カサノバ'85（1985年）アンリエッタ/ヘンリエッタ 役

### 映画
- ザ・オーディション（1984年） 津川奈緒子 役

## CM
- 池田銀行（1982-84年）
- 花王「ソフィーナ 基礎化粧品」（1984年）
- デビアス「コレクション'85」（1984年）
- 亀田製菓

## 関連番組
- ドキュメンタリー同期生「亡き友を胸に〜宝塚歌劇団67期生〜」（2012年12月28日、NHK）
- カスペ!8.12日航機墜落 30回目の夏 生存者が今明かす"32分間の闘い"ボイスレコーダーの"新たな声"（2014年8月12日、フジテレビジョン） - 北原の遺族への取材箇所がある。
- NHKスペシャル『日航ジャンボ機事故　空白の16時間 “墜落の夜”30年目の真実』（2015年8月1日、NHK総合テレビジョン） - この時は本名である『吉田由美子』で登場し、母親である吉田公子がインタビューに応じ「もっと早く救助していれば、娘は助かっていたのでは」と語った。また毎年3回『御巣鷹の尾根』へ慰霊登山し、発見された場所に建てた墓標へ通っている。
- 白熱ライブ ビビット（2015年8月12日、TBSテレビ） - 母親の吉田公子がインタビューに応じ、30年間手を付けなかった北原の自室を、81歳を超えて自分が死ぬ前に、北原の遺品を整理する旨を述べている。また宝塚音楽学校同期で司会者の真矢ミキが、スタジオで北原遥子との思い出を語った。